# Graine
Pour les articles homonymes, voir Graine (homonymie).

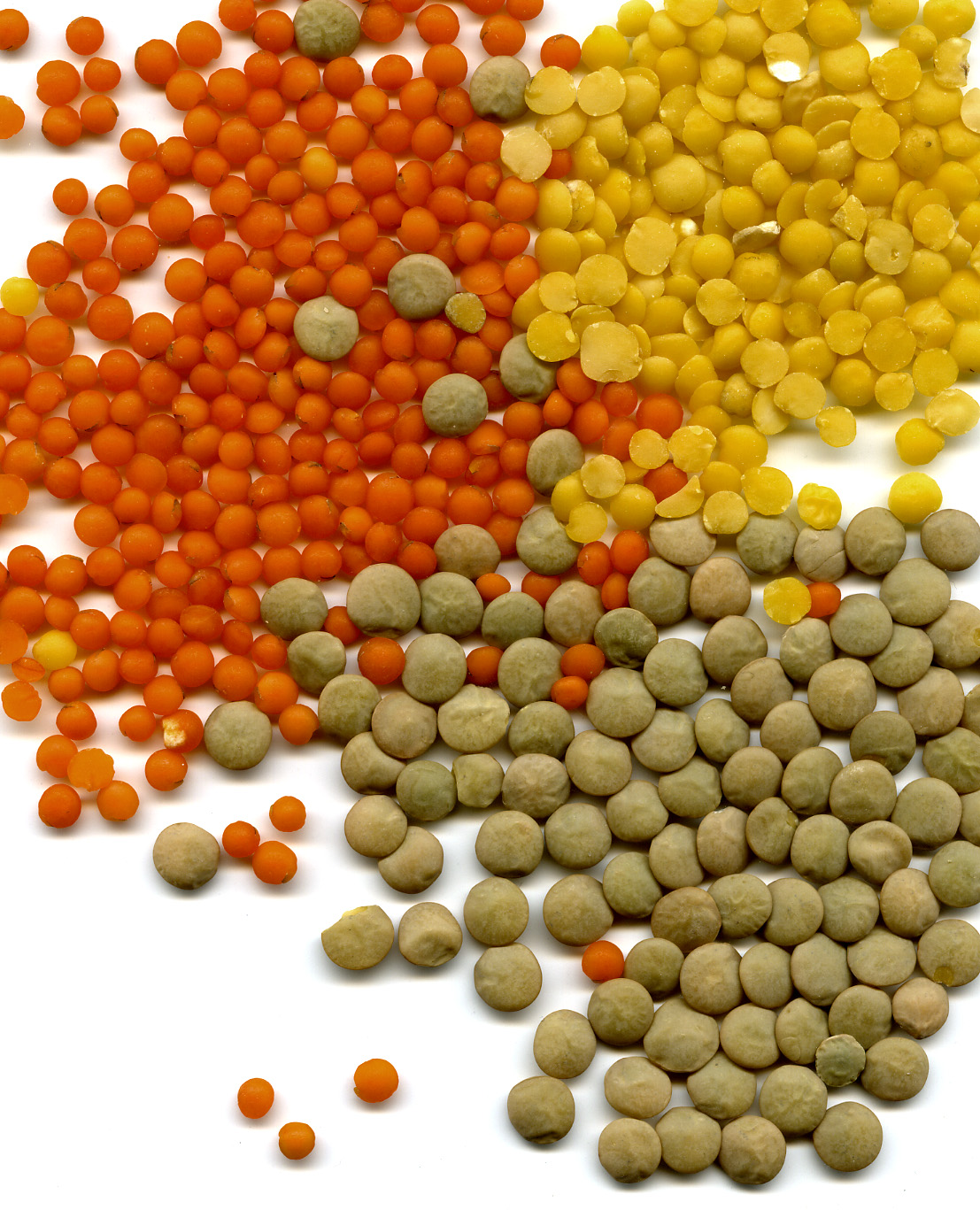
Trois variétés de graines de lentille cultivée

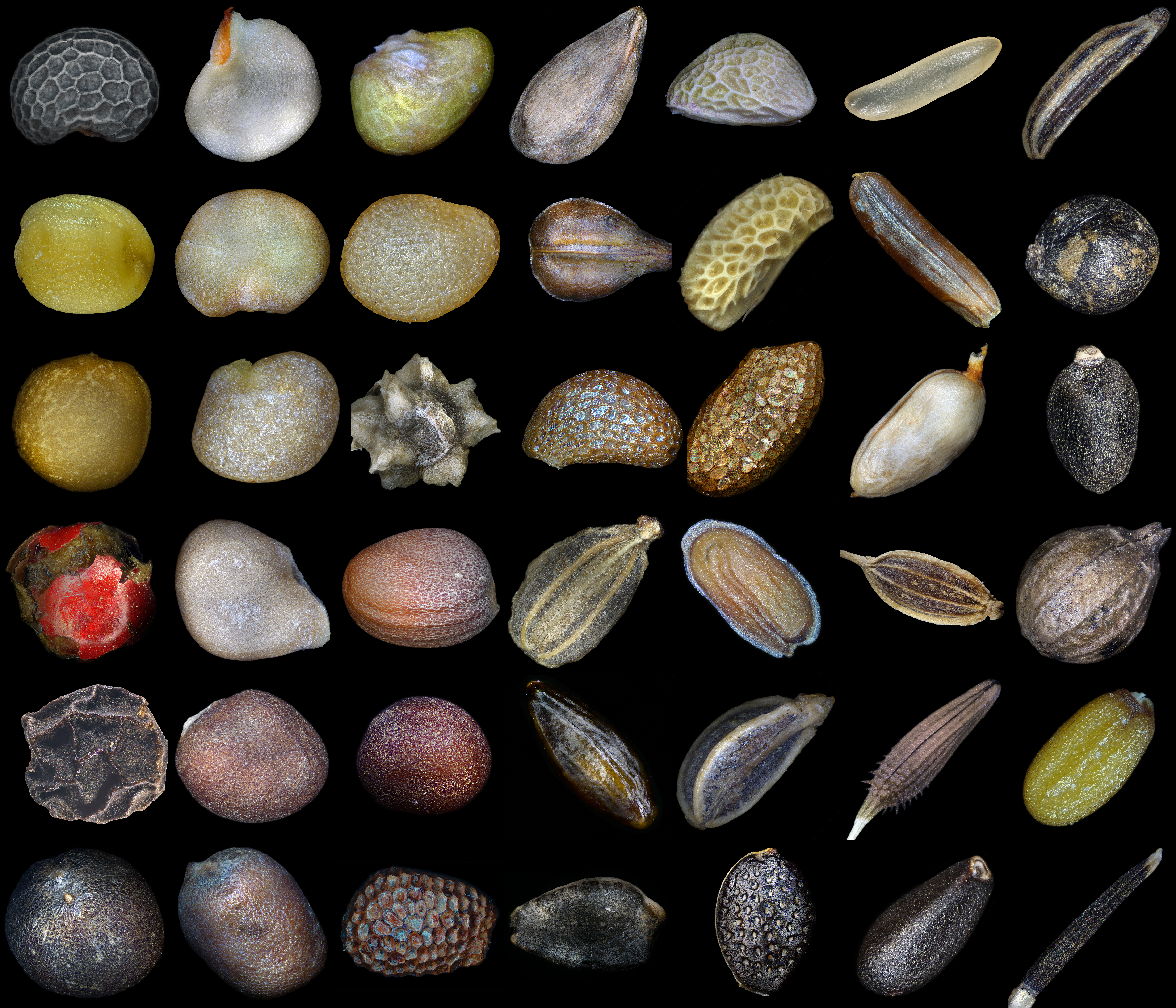
Photomicrographie de diverses graines

Dans le cycle de vie des « plantes à graines », appelées spermatophytes, la graine est la structure qui contient et protège l'embryon végétal. Elle est souvent contenue dans un fruit qui permet sa dissémination.
La graine permet ainsi à la plante d'échapper aux conditions d'un milieu devenu hostile soit en s'éloignant, soit en attendant le retour de circonstances favorables.
Elle provient d'une transformation de l'ovule fécondé. De ce fait, elle est composée à la fois de parties provenant du sporophyte maternel (les enveloppes de la graine), du gamétophyte (les tissus de réserve de la graine) et du sporophyte de la génération suivante : l'embryon.
Elle a un rôle de protection du nouvel individu grâce à son enveloppe souvent durcie, et de nutrition grâce à des réserves de substances nourricières. Les graines ont en effet la propriété d'accumuler, sous une forme facile à conserver, des réserves destinées au développement futur de l'embryon. Elles constituent ainsi une source d'alimentation recherchée par les animaux (régime alimentaire granivore).
Les graines ont pris place dans l'alimentation humaine, et une place fondamentale au sein de nombreuses cultures, depuis l'invention de l'agriculture : céréales, légumes secs… Une graine sélectionnée pour être semée est une semence.

## Structure

Structure schématique d'une graine d'Angiosperme Dicotylédone.
a : tégument ; b : albumen ; c : cotylédon ; d : embryon

Description interne d'une graine de haricot

La graine est formée de l'extérieur vers l'intérieur par une enveloppe protectrice nommée tégument, entourant un tissu de réserves nutritives, et l'embryon.
Les tissus protecteurs constituent une des caractéristiques principales de la structure graine. L’embryon est tout d'abord entouré par un tissu de réserves nutritives plus ou moins important selon les espèces. L'origine de ce tissu est variable.
- Chez les gymnospermes (plantes dont l'ovule est à nu, essentiellement les conifères) : il s'agit de l'endosperme, tissu haploïde (possédant n chromosomes) provenant de la différenciation du gamétophyte femelle.
- Chez les angiospermes : les réserves sont stockées soit dans l'albumen, tissu triploïde (possédant 3n chromosomes) provenant de la fusion des deux noyaux polaires du sac embryonnaire et de l'un des deux spermatozoïdes du grain de pollen, soit dans le périsperme, tissu diploïde (possédant 2n chromosomes) provenant du nucelle entourant le sac embryonnaire. Les graines à périsperme sont peu courantes (les graines des Chénopodiacées par exemple).

L'albumen peut être plus ou moins développé dans la graine. Il peut contenir toutes les réserves nutritives, qui seront utilisées par l'embryon lors de la germination. Les graines de ce type sont dites « albuminées ». Au contraire, dans les graines dites « exalbuminées », les réserves sont stockées directement dans les cotylédons, l'albumen étant alors très réduit.
Autour des tissus de réserves se trouve le tégument qui constitue le tissu protecteur principal. Il est constitué d’une couche de plusieurs cellules et entoure complètement l'embryon et ses réserves. Il n’est ouvert que par un petit orifice, le micropyle, par où est rentré le tube pollinique pour permettre la fécondation, lors de la pollinisation.
L'embryon, quant à lui, peut être minuscule et constitué de quelques cellules seulement, ou déjà avec une gemmule développée en tigelle, radicule et cotylédons. Les différentes stratégies évolutives possibles donnent suivant les espèces des graines dont le poids varie de 2 microgrammes pour une orchidée (par exemple la Goodyère rampante) à une vingtaine de kilogrammes pour une arécacée, le coco-de-mer (Lodoicea maldivica).

## Origine et évolution
L'origine des plantes à graines est un mystère qui reste à ce jour[Quand ?] non résolu. Cependant, des données de plus en plus nombreuses tendent à situer cette origine dans le Dévonien moyen. En effet, la description en 2004 de la proto-graine de Runcaria heinzelinii dans le Givetien de Belgique constitue une indication de cette origine ancienne des plantes à graines.
Cependant, les premières plantes à graines « vraies » sont décrites dans le Dévonien supérieur qui est le théâtre probable de leur première radiation évolutive. Cette radiation va se poursuivre au cours des millions d'années qui suivront. Les plantes à graines deviendront progressivement un des éléments majeurs de pratiquement tous les écosystèmes actuels.

## Graines et fruits

Structure schématique d'une drupe typique, la pêche, montrant à la fois le fruit et la graine

Les Spermatophytes, ou plantes à graines, sont divisés en deux grands groupes, les Angiospermes et les Gymnospermes. Chez ces dernières, l'ovule, et donc la graine qui en résulte, est nu. Seules les Angiospermes produisent des fruits, issus du développement de l'ovaire qui entoure l'ovule. Il est donc un ovaire mûr. Cependant, il peut aussi être constitué d'autres parties de la fleur, on parle alors de faux-fruits ou pseudo-fruits.
Les fruits sont classés en trois grands types :
1. Les fruits simples : ils sont composés d'un seul carpelle (constituant de l'ovaire) ou de plusieurs mais alors soudés. L'ovaire se développe en trois tissus distincts : l'endocarpe, le mésocarpe et l'exocarpe. Le type de différenciation de ces trois tissus permet de définir différents types de fruits ;
2. Les fruits multiples : ils sont constitués par l'association de plusieurs carpelles libres issus d'une même fleur, c'est-à-dire d'un gynécée apocarpe (par exemple : framboise) ;
3. Les fruits composés : ils sont composés de plusieurs fruits simples dérivant des fleurs d'une même inflorescence. On parle alors d'infrutescence (par exemple : ananas).

## Composition
|       | Glucide | Protide | Lipide |
| ----- | ------- | ------- | ------ |
| Pois  | 60-75,1 | 20-35   | 5-6    |
| Blé   | 70-80   | 9-14    | 1-2    |
| Colza | 14-22   | 17-20   | 35-45  |

- Les graines protéagineuses contiennent plus de 45 % de protéines.
- Les graines amylacées contiennent plus de 70 % de glucides.
- Les graines oléagineuses contiennent plus de 50 % de lipides.

## Classification
Il y a différents critères pour classer des graines.
- En fonction de la teneur en eau

| Graines sèches                                              | Graines aqueuses                                                 |
| ----------------------------------------------------------- | ---------------------------------------------------------------- |
| 12 à 15 % d'eau                                             | 75 à 90 % d'eau                                                  |
| peu d'eau > réactions enzymatiques ralenties > vie ralentie | ne se désique pas > réactions enzymatiques normale > vie normale |
| bonne conservation                                          | conservation limitée                                             |
| céréales                                                    | fruits des arbres, légumes...                                    |

- En fonction de la proportion et la répartition des tissus

Les principaux tissus d'une graine sont le périsperme, l'albumen et l'embryon.
| Graines à périsperme | Graines à albumen | Graines sans albumen ou exalbuminées                                                 |
| --- | --- | ------------------------------------------------------------------------------------ |
| Schéma | Schéma | Schéma                                                                               |
| Les tissus de réserve sont peu développés. Les deux cotylédons sont de vraies feuilles et permettent à la plante d'être autotrophe.                                                                                | Les tissus de réserves sont riches en éléments nutritifs mais ces plantes ne peuvent commencer la photosynthèse qu'au stade 3 feuilles. | Les tissus de réserves sont directement dans les cotylédons de l'embryon.            |
| L'avantage est qu'elles peuvent être repiquées facilement puisqu'il n'y a pas de dépendance à un réservoir. L'inconvénient est qu'en cas de problème cultural, comme de la battance, le taux de survie est faible. | Ces riches graines présentent l'inconvénient d'être sujettes aux attaques d'animaux comme le ver jaune, le taupin ou les oiseaux.       | Ces graines sont convoitées par les animaux et doivent germer le plus vite possible. |
| betterave, laitue, quinoa, poivre | blé, maïs, riz (et les céréales en général), ricin                                                                                      | soja, haricot, tournesol, lupin, pois                                                |

- En fonction des enveloppes

En agriculture, l'enveloppe n'est pas vraiment avantageuse. Certes elle offre une protection mécanique et chimique à la graine contre divers stress biotiques ou abiotiques, mais elle constitue surtout un frein alimentaire (les monogastriques - les humains par exemple - ne digérant pas la cellulose) ainsi qu'un frein à la germination, en étanchéifiant la graine à l'eau et à l'oxygène.
| Graines nues                                                       | Fruits simples nus                        | Fruits simples vêtus                                           | Fruits composés      |
| ------------------------------------------------------------------ | ----------------------------------------- | -------------------------------------------------------------- | -------------------- |
| Enveloppe de l'ovule Nues mais protégées par un fruit, une gousse… | Enveloppe de l'ovule + péricarpe du fruit | Enveloppe de l'ovule + péricarpe du fruit + glumelles + glumes | -                    |
| Colza, haricot, lin                                                | Blé, maïs                                 | Orge, avoine, vulpin, houlque                                  | Betterave(glomérule) |

## Fonctions
Les graines remplissent plusieurs fonctions pour les plantes qui les produisent. Parmi ces fonctions, la nutrition de l'embryon, la dispersion vers un nouvel emplacement et la dormance dans des conditions défavorables sont essentielles. Les graines sont fondamentalement des moyens de reproduction, et la plupart des graines sont le produit de la reproduction sexuelle qui produit un mélange du matériel génétique et de la variabilité phénotypique sur laquelle agit la sélection naturelle.

### Dissémination

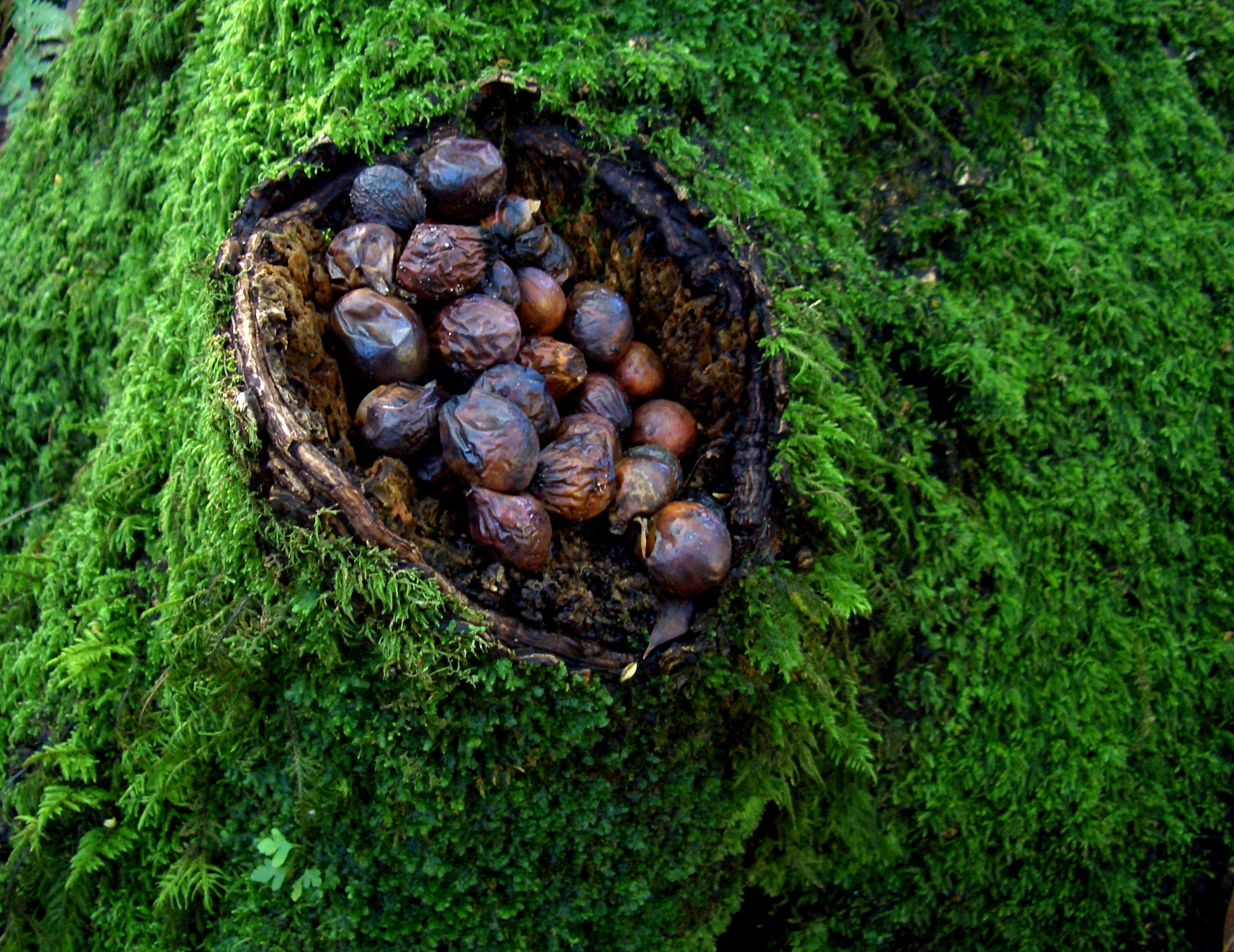
Certains animaux (écureuil, pic, etc.) perdent ou abandonnent des graines et fruits dans la terre, dans les écorces ou dans le bois mort où ils germeront plus facilement

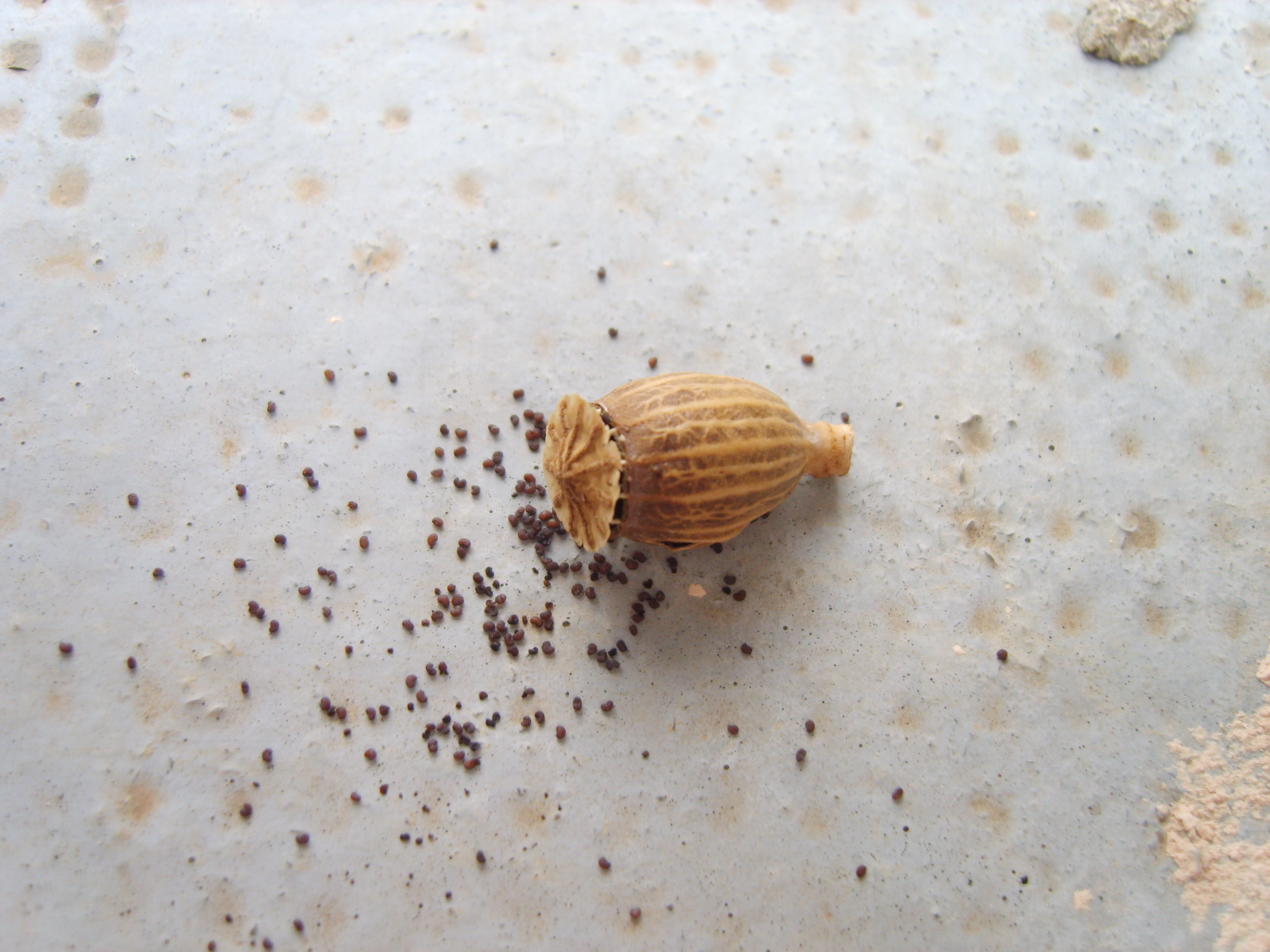
Une capsule de coquelicot avec ses multiples graines

Charles Darwin, un pionnier de la physiologie végétale, a notamment étudié les graines pour leur rôle dans l'évolution des stratégies de dispersion chez les plantes.
Modes de disséminations :
- par la plante elle-même (autochorie):
  - le fruit du concombre d'âne, (Ecballium elaterium, Cucurbitacées) turgescent à maturité, projette ses graines dans une pulpe liquide lorsque le pédoncule se détache ;
  - le fruit mûr des balsamines des bois (Impatiens noli-tangere, Balsaminacées), éclate en enroulant ses valves sur elles-mêmes.
- par le vent (anémochorie)
  - par la légèreté des semences
  - grâce à la présence de poils
  - par la présence d'ailes membraneuses
- par l'eau (hydrochorie)
  - eaux de ruissellement
  - plantes aquatiques
  - courants marins, cas du cocotier
- par les animaux (zoochorie)
  - après ingestion
  - transport externe, grâce à la présence de crochets ou d'aiguillons
  - par les fourmis (plantes myrmécophiles)

### Dormance et longévité des graines
Chez de nombreuses plantes, la germination des graines n'est pas immédiate, et nécessite le passage par une période de repos pendant laquelle la germination est inhibée par divers mécanismes. Cette inhibition ou dormance peut être liée à :
- la présence d'inhibiteurs ;
- la présence de protéines photosensibles ou chromoprotéines ;
- l'imperméabilité des enveloppes à l'eau ou à l'oxygène ;
- la résistance mécanique des enveloppes.

La longévité des graines, ou pouvoir germinatif, est généralement comprise, selon les espèces, entre deux et dix ans (céréales, épinard, courge). Cette longévité peut atteindre une centaine d'années (genre Cassia) et même plus d'un millier (Lotus sacré), graines dites macrobiontiques. Certaines graines ont au contraire une très courte longévité, de quelques jours (peuplier) à quelques semaines (caféier), elles sont dites microbiontiques. Le cas extrême est celui des graines qui germent dans le fruit encore accroché à la plante-mère (Rhizophora, palétuvier) : graines vivipares.

## Germination

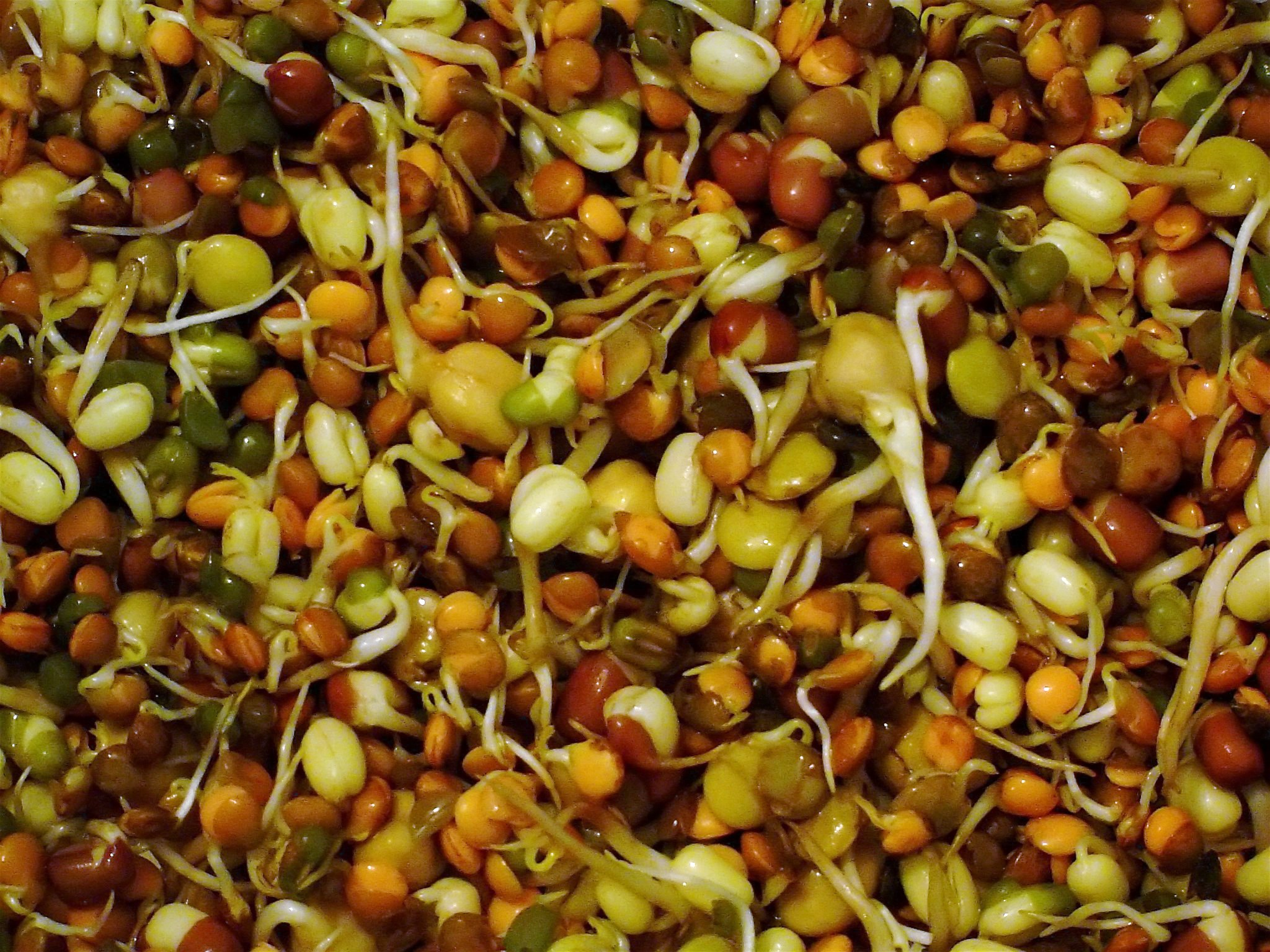
Mélange de graines en germination

La germination est le phénomène par lequel l'embryon contenu dans la graine sort de sa période de vie ralentie et se développe grâce aux réserves de la graine.
- Transformations morphologiques
  - germination épigée, avec développement de l'hypocotyle.
  - germination hypogée, avec développement de l'épicotyle.
  - germination des monocotylédones
- Facteurs de régulation
  - eau
  - température
  - lumière (notamment les radiations rouges captées par le phytochrome)
  - oxygène
  - éthylène[5]
- Phénomènes métaboliques
  - respiration
  - mobilisation des réserves

Dans les graines des graminées, l'embryon sécrète des hormones végétales de la famille des gibbérellines qui induisent dans un tissu particulier, la couche à aleurone, la synthèse d'alpha-amylase qui mobilise les réserves contenues dans l'albumen au profit de l'embryon.

## Récolte et conservation des graines
Les graines contiennent un embryon vivant, parfois fragile. De nombreux facteurs peuvent affecter leur viabilité. D'une manière générale elles doivent être conservées au frais et au sec. Conservées dans de mauvaises conditions elles peuvent perdre rapidement leur qualité germinative. Elles peuvent également moisir, être consommées par des rongeurs ou affectées par divers ravageurs.
Si les graines sont récoltées en vue de servir de semences pour la reproduction, elles doivent être récoltées à maturité et testées. Ce travail autrefois artisanal et familial, associé à la sélection végétale, est de plus en plus effectué par les agriculteurs multiplicateurs en relation avec des semenciers, les pépiniéristes ou les récolteurs professionnels de graines forestières.
De nombreux matériels spécifiques ou adaptés sont utilisés pour récolter les différentes espèces (graminées, légumineuses, etc., graines de fleurs des champs ou de prairies) tels que des moissonneuses batteuses, des aspirateurs montés sur tracteur, des machines à tambour (pour sortir des graines des cônes femelles de résineux, etc.).
Les graines sont généralement sélectionnées et triées (séparation des graines trop petites, endommagées, anormales ou parasitées). Elles sont préparées, nettoyées et séchées puis soigneusement stockées dans des conditions thermohygrométrique et de lumière correspondant à leurs besoins, à l'abri des parasites. Certaines graines devront subir une vernalisation (froid hivernal ou équivalent artificiel) et/ou une réhumidification ou une acidification avant le semis, pour permettre la germination.
Les lots de graines sont généralement classés par espèces et provenance, avec un descriptif pour chaque contenant, de manière à conserver une traçabilité. Pour les petites quantités, de simples enveloppes de papier sont utilisées, stockées dans une boite en carton ou en bois, hors de meubles en bois aggloméré susceptible de dégager du formol pouvant inhiber les capacités germinatives de la graine. Des précautions doivent enfin parfois aussi être prises durant leur transport.
Les graines d'arbres forestiers sont souvent récoltées dans des vergers à graines qui ont aussi une vocation d'amélioration végétale,pouvant néanmoins être source de perte de diversité génétique par rapport à la régénération naturelle[réf. nécessaire] .

## Expressions
- "Graine de voyou" : garnement en passe de devenir une canaille
- "Mauvaise graine" : personnage méprisable
- "En prendre de la graine" : apprendre en imitant afin de progresser
- "Casser la graine" : manger
- "Monter en graine" : grandir
- "Graine bio" : néologisme récent utilisé pour désigner des semences biologiques[13] produites selon le cahier des charges de l'agriculture biologique.

## Curiosités
- Rapidité : Les graines de marronniers ou de certains érables peuvent germer très rapidement après leur chute de l'arbre.
- Légèreté : Parmi les graines les plus légères et donc susceptibles d'être largement disséminées par le vent on peut citer les semences des orchidées, la noix de la cycnoches chlorochilon contient jusqu'à 3,7 millions de graines et la noix de anguola ruckeri en contient aussi environ 3,5 millions. La graine de la goodyère rampante pèse à peine 1 millionième de gramme.
- Taille : Parmi les graines les plus petites, celles de bégonias sont minuscules, entre 80 000 et 120000 graines par gramme. Cela fait le kilo à plus de 600 000 €[14], nettement plus cher que l'or. La graine la plus grosse est celle du cocotier de mer, ou coco-fesse des Seychelles qui peut peser jusqu'à 20 kg.
- Longévité : Des graines de palmier-dattier, vieilles de 2 000 ans, et des graines de lotus sacré, vieilles de 1 200 ans ont germé.
- Viviparité : La graine du palétuvier germe directement dans le fruit encore accroché à la plante.
- Chaleur : Les feux de brousse favorisent la germination des graines d'eucalyptus en provoquant des réactions thermiques et chimiques qui lèvent la dormance. La graine de célosie apprécie particulièrement les terrains récemment ravagés par le feu, d'où son surnom d'herbe du feu. Les incendies sont nécessaires dans les forêts de séquoias géants pour permettre leur reproduction : ils éliminent les broussailles, permettent à la lumière d'arriver au sol et favorisent la libération des graines des cônes.